# Waleri Alexejewitsch Dolinin

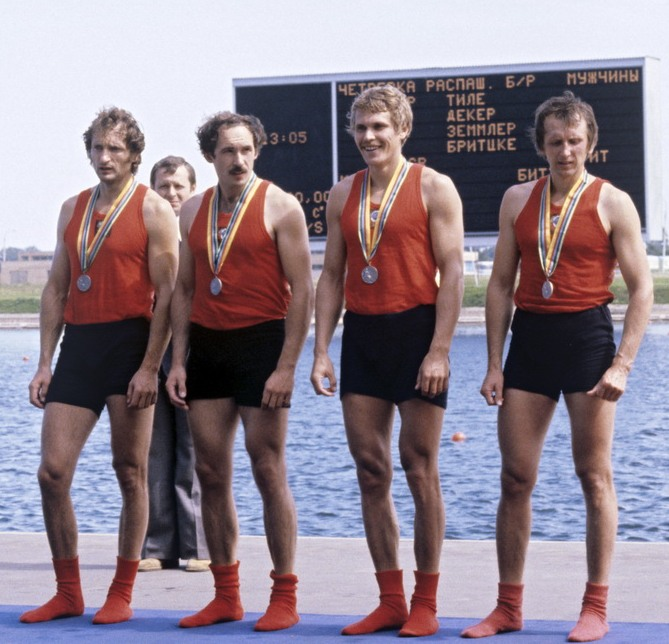
Der sowjetische Vierer von 1980 von links nach rechts: Kamkin, Dolinin, Kulagin, Jelissejew

Waleri Alexejewitsch Dolinin (russisch Валерий Алексеевич Долинин; * 25. Juli 1953 in Leningrad; † 15. November 2021 in Sankt Petersburg) war ein sowjetischer Ruderer, der zwei olympische Medaillen gewann.
Der 1,91 m große Dolinin von Trud Leningrad erhielt seine erste olympische Medaille bei den Olympischen Spielen 1976 in Montreal, als der sowjetische Vierer ohne Steuermann mit Raul Arnemann, Nikolai Kusnezow, Waleri Dolinin und Anuschawan Gassan-Dschalalow die Bronzemedaille hinter den Booten aus der DDR und aus Norwegen gewann. 1977 ruderten Arnemann und Dolinin im sowjetischen Achter, der bei den Weltmeisterschaften die Silbermedaille hinter dem DDR-Achter gewann. Im Jahr darauf kehrte Dolinin in den Vierer zurück. In der Besetzung Wladimir Predbradzenski, Nikolai Kusnezow, Waleri Dolinin und Anatoli Nemtyrjow siegte der Vierer bei den Weltmeisterschaften 1978 in Neuseeland. Bei den Weltmeisterschaften 1979 belegte der Vierer mit der gleichen Besatzung den vierten Platz. 1980 war Dolinin der einzig verbliebene aus dem Vorjahresboot. Alexei Kamkin, Waleri Dolinin, Alexander Kulagin und Witali Jelissejew erhielten bei den Olympischen Spielen 1980 in Moskau die Silbermedaille hinter dem DDR-Boot. Im Jahr darauf siegte der sowjetische Vierer in der gleichen Besetzung bei den Weltmeisterschaften 1981 in München vor den Schweizern und dem Boot aus der DDR. 1982 in Luzern gelang den Schweizern vor heimischem Publikum die Revanche, sie siegten vor dem sowjetischen Vierer.